# Hub-and-spoke
Hub-and-spoke được tạm dịch là mô hình "trục bánh xe-và-nan hoa". Mô hình này được ứng dụng đầu tiên từ ngành hàng không, do Delta Arilines phát triển từ năm 1955.

## Hoàn cảnh áp dụng
Gánh nặng sau khi bãi bỏ quy định là chi phí cố định cao và nhân công đắt đỏ, các hãng hàng không lớn phải phát triển một hệ thống có thể đảm bảo những yếu tố tải trọng cao đó. Sau năm 1978, hầu hết các hãng hàng không lớn chuyển hình thức hoạt động sang mô hình "trục bánh xe-và-nan hoa" (hub-and-spoke).

## Nội dung của mô hình
Theo phác đồ của mô hình, sẽ coi các thành phố lớn là những trục và sẽ có nhiều chuyến bay hướng đến đó. Còn các thành phố nhỏ nối với nhau như các nan hoa, sẽ có ít chuyến đến đi. Việc tập chung vào HUB trung tâm tiết kiệm được chi phí và nguồn lực trong ngành vận tải, logistics. Thay vì sử dụng mô hình point-to-point, mỗi điểm đều có các tuyến nối trực tiếp với nhau.
Các chuyến bay trên những máy bay nhỏ từ những thành phố ít đi lại, hay "nan hoa" sẽ nối hành khách vào với "trục bánh xe" ở những thành phố lớn và vận chuyển họ tới những điểm đến cuối cùng. Các chuyến bay giữa "trục bánh xe" hay tới các thành phố lớn sẽ sử dụng những máy bay lớn. Hệ thống "trục bánh xe-và-nan hoa" giúp các hãng hàng không lớn có thể đạt được những yếu tố tải trọng cao, và theo một số nhà phân tích của ngành, thì còn có thể tận dụng sức mạnh của thị trường ở "trục bánh xe" mà họ đang thống trị. Đến năm 2002, hầu hết các hãng hàng không lớn đều áp dụng cách tiếp cận "trục bánh xe-và-nan hoa"